# Комаров, Дмитрий Евлампиевич
Дмитрий Евлампиевич Комаров (8 ноября 1922 — 5 сентября 1944) — командир танка 15-й гвардейской танковой Речицкой бригады, гвардии лейтенант. Герой Советского Союза (26.09.1944). Совершил единственный в истории войн танковый таран бронепоезда.

## Биография
Дмитрий Комаров родился 8 ноября 1922 года в д. Синчуваж Шахунского района Горьковской области. Русский. Проходил обучение в Петуховской начальной и Шахунской неполной средней школах.
После окончания школы работал бухгалтером на железной дороге в городе Шахунья.
В 1941 году был призван в действующую армию.
В 1943 году Дмитрий Комаров — курсант 2-го Горьковского танкового училища. По окончании училища лейтенант Д. Комаров был направлен на фронт на должность командира танка Т-34.
Принимал участие в боях под Орлом, за успешные боевые действия, инициативу и мастерство в августе 1943 года командиру и экипажу танка была объявлена благодарность.
Отличился в бою за освобождение города Речица, был награждён орденом Красной Звезды, форсировал Днепр.
В ноябре 1943 года прямым попаданием снаряда противотанковой пушки танк Комарова был подожжён. Лейтенант получил ранение в ногу. После лечения в госпитале, в январе 1944 года, вернулся в 15-ю гвардейскую танковую бригаду.
Летом 1944 года началась операция «Багратион». Преодолевая болотные топи, танкисты 15-й гвардейской танковой бригады пошли в прорыв южнее посёлка Паричи, а к концу 24 июня достигли сёл Слободки и Романище.
За отличие в боях под Минском Д. Комаров был награждён орденом Отечественной войны I степени

## Подвиг
25 июня 1944 года в ходе боевых действий по освобождению Белоруссии перед 15-й гвардейской танковой бригадой была поставлена задача — перерезать железную дорогу Лунинец — Бобруйск и освободить станцию Чёрные Броды от противника. Несмотря на активное огневое сопротивление противника, танк под командованием лейтенанта Дмитрия Комарова одним из первых прорвался к станции. На подступах к станции танковый прорыв наших войск был встречен огнём из орудий немецкого бронепоезда. Попаданием вражеского снаряда из бронепоезда танк лейтенанта Комарова был подожжён, а сам командир ранен.
Командир танка Дмитрий Комаров и механик-водитель танка Михаил Бухтуев приняли единственное решение. На максимально возможной скорости объятый пламенем Т-34 протаранил немецкий бронепоезд. Две бронеплощадки, сойдя с рельсов, опрокинулись. Бронепоезд был остановлен.
Вдохновлённые подвигом товарищей, танкисты 15-й гвардейской танковой бригады ринулись вперёд, и в 15.00 Чёрные Броды были освобождены.
При таране бронепоезда погиб механик-водитель М. Бухтуев. Лейтенант Комаров, отстреливаясь от врага из пистолета, скрылся в лесу, расположенном рядом со станцией, и там от потери крови потерял сознание. Командира танка на седьмые сутки нашли и подобрали в лесу советские разведчики.
После лечения Комаров вернулся в родную часть.
Указом Президиума Верховного Совета СССР от 26 сентября 1944 года за образцовое выполнение боевых заданий командования на фронте борьбы с немецкими захватчиками и проявленные при этом отвагу и геройство Дмитрию Евлампиевичу Комарову было присвоено звание Героя Советского Союза.
Приказом Министра обороны СССР он был навечно зачислен в списки личного состава Благовещенского танкового училища.
5 сентября 1944 года, в ночном ожесточённом бою за плацдарм на западном берегу реки Нарев, Дмитрий Комаров погиб.
Похоронен в селе Заторы (юго-восточнее польского города Пултуск).

## Награды
- Орден Ленина[2]
- Медаль «Золотая Звезда» Героя Советского Союза[2]
- Орден Красной Звезды[2][3]
- Орден Отечественной войны I степени[1].

## Память
- Именем Героя названа одна из улиц в городе Шахунья. Также в городе установлен памятник Герою.
- Школа № 1 в Шахунье носит имя героя, на школе установлена мемориальная доска, возле школы установлен бюст Героя[4]. (Здесь он учился)
- Приказом Министра обороны СССР гвардии лейтенант Дмитрий Евлампиевич Комаров навечно зачислен в списки 1-й роты Благовещенского высшего танкового командного Краснознамённого училища имени Маршала Советского Союза К. А. Мерецкова[2]
- На станции Чёрные Броды в честь подвига бесстрашных танкистов воздвигнут обелиск[5].
- Стела с барельефом Д. М. Комарова на Аллее Героев в г. п. Октябрьский (Гомельская область).